# Assassins (1995)
Assasins is een Amerikaanse actie-thrillerfilm uit 1995 onder regie van Richard Donner. De hoofdrollen worden vertolkt door Sylvester Stallone, Antonio Banderas en Julianne Moore.

## Verhaal
Robert Rath (Sylvester Stallone) is de beste huurmoordenaar in zijn vak. Net als hij op het punt staat met pensioen te gaan, slaagt een andere huurmoordenaar genaamd Miguel Bain (Antonio Banderas) erin om Raths doelwit als eerst te vermoorden. Bain onthult dan zijn plan om Rath te vermoorden en 's werelds beste huurmoordenaar te worden. Rath bundelt de krachten met Electra (Julianne Moore), een hacker die een doelwit was van Rath, om de plannen van Bain en hun gemeenschappelijke werkgever tegen te gaan.

## Rolverdeling
| Acteur             | Personage               |
| ------------------ | ----------------------- |
| Sylvester Stallone | Robert Rath/Joseph Rath |
| Antonio Banderas   | Miguel Bain             |
| Julianne Moore     | Electra/Anna            |
| Anatoly Davydov    | Nicolai Tashlinkov      |
| Muse Watson        | Ketcham                 |
| Steve Kahan        | Alan Branch             |
| Kai Wulff          | Remy                    |
| Mark Coates        | Jereme Kyle             |
| Kelly Rowan        | Jennifer                |
| Reed Diamond       | Bob                     |